# Cerataphis pothophila
Cerataphis pothophila är en insektsart. Cerataphis pothophila ingår i släktet Cerataphis och familjen långrörsbladlöss. Inga underarter finns listade i Catalogue of Life.